# 250A busz (Budapest)
A budapesti 250A jelzésű autóbusz a Savoya Park és az Arany János utcai lakótelep között közlekedett. A vonalat a Budapesti Közlekedési Zrt. üzemeltette. Este néhány menetet a VT-Arriva buszai teljesítettek.

## Története
1989. május 1-jén 150-es jelzéssel új járat indult a Savoyai Jenő tér az Arany János úti lakótelep között. A Savoyai Jenő téri végállomás 1999 januárjában a Törley térhez került. 2004. november 22-én 250-es jelzéssel új járat indult a Kosztolányi Dezső tér és Budafok, Törley tér között.
2008. szeptember 6-án a 250-es buszt meghosszabbították a Savoya Parkig, a 150-est pedig átnevezték 250A-ra, melynek a Törley tér végállomását szintén a Savoya Parkhoz helyezték át, a 150-es jelzést pedig a Kosztolányi Dezső tér és Budatétény, vasútállomás (Campona) viszonylatú új járat kapta meg.
2014. március 29-étől, a 4-es metró átadása után a 250-es busz csak Kelenföld vasútállomásig közlekedik, Újbuda-központig az új 258-as és 258A busz közlekedett, a 250A járat megszűnt.

## Útvonala
| Arany János utcai lakótelep felé | Savoya Park felé |
| --- | --- |
| Savoya Park vá. – Feltáró út – Leányka utca – Kossuth Lajos utca – Tóth János utca – Gádor utca – Falka utca – Arany János utcai lakótelep vá. | Arany János utcai lakótelep vá. – Regényes utca – Falka utca – Gádor utca – Mező utca – Ferenc utca – Tóth János utca – Mária Terézia út – Leányka utca – Feltáró út – Savoya Park vá. |

## Megállóhelyei
Az átszállási kapcsolatok között az azonos útvonalon közlekedő 250-es busz nincsen feltüntetve.
| 150 (Budafok, Törley tér – Arany János utcai lakótelep) | 150 (Budafok, Törley tér – Arany János utcai lakótelep) | 150 (Budafok, Törley tér – Arany János utcai lakótelep)      | 150 (Budafok, Törley tér – Arany János utcai lakótelep) | 150 (Budafok, Törley tér – Arany János utcai lakótelep) | 150 (Budafok, Törley tér – Arany János utcai lakótelep) | 150 (Budafok, Törley tér – Arany János utcai lakótelep)                          | 150 (Budafok, Törley tér – Arany János utcai lakótelep) |
| 250A (Savoya Park – Arany János utcai lakótelep)        | 250A (Savoya Park – Arany János utcai lakótelep)        | 250A (Savoya Park – Arany János utcai lakótelep)             | 250A (Savoya Park – Arany János utcai lakótelep)        | 250A (Savoya Park – Arany János utcai lakótelep)        | 250A (Savoya Park – Arany János utcai lakótelep)        | 250A (Savoya Park – Arany János utcai lakótelep)                                 | 250A (Savoya Park – Arany János utcai lakótelep)        |
| Perc (↓)                                                | Perc (↓)                                                | Megállóhely                                                  | Perc (↑)                                                | Perc (↑)                                                | Átszállási kapcsolatok                                  | Átszállási kapcsolatok                                                           |                                                         |
| 150                                                     | 250A                                                    | Megállóhely                                                  | 150                                                     | 250A                                                    | a 150-es járat megszűnésekor (2008)                     | a 250A járat megszűnésekor (2014)                                                |                                                         |
| ------------------------------------------------------- | ------------------------------------------------------- | ------------------------------------------------------------ | ------------------------------------------------------- | ------------------------------------------------------- | ------------------------------------------------------- | -------------------------------------------------------------------------------- | ------------------------------------------------------- |
| ∫                                                       | 0                                                       | Savoya Park 250A végállomás                                  | ∫                                                       | 12                                                      | Nem érintette                                           | 58 18                                                                            |                                                         |
| ∫                                                       | 2                                                       | Leányka utcai lakótelep                                      | ∫                                                       | 10                                                      | Nem érintette                                           | 33, 58, 114, 213, 214, 233E 47                                                   |                                                         |
| 0                                                       | ∫                                                       | Budafok, Törley tér 150-es végállomás                        | 10                                                      | ∫                                                       | 3, 14, 58, 114, 233E 56                                 | Nem érintette                                                                    |                                                         |
| 1                                                       | 2                                                       | Savoyai Jenő tér                                             | 9                                                       | 9                                                       | 3, 14, 58, 114, 233E 56                                 | 33, 58, 114, 141, 213, 214, 233E, 251 47                                         |                                                         |
| 2                                                       | 3                                                       | Városház tér                                                 | 8                                                       | 8                                                       | 3, 3, 14, 58, 114, 233E 56 Budafok-Belváros             | 33, 58, 114, 133E, 141, 213, 214, 233E, 251 47 S30 , S35 , S40 , S42 , G42 , G43 |                                                         |
| 3                                                       | 4                                                       | Tóth József utca (↓) Nagytétényi út (↑)                      | 6                                                       | 6                                                       | 3, 14, 58, 114                                          | 33, 58, 114, 141, 213, 214                                                       |                                                         |
| 4                                                       | 6                                                       | Kereszt utca (↓) Komló utca (↑) (korábban Pannónia utca (↑)) | 5                                                       | 5                                                       | 58                                                      | 58, 141                                                                          |                                                         |
| 5                                                       | 6                                                       | Budafoki temető                                              | ∫                                                       | ∫                                                       | 58                                                      | 58                                                                               |                                                         |
| ∫                                                       | ∫                                                       | Mező utca                                                    | 4                                                       | 4                                                       | 58                                                      | 58                                                                               |                                                         |
| 6                                                       | 7                                                       | Víg utca (↓) Promontor utca (↑)                              | 3                                                       | 3                                                       | 58                                                      | 58                                                                               |                                                         |
| 6                                                       | 8                                                       | Bocskai utca (↓) Lőcsei utca (↑)                             | 2                                                       | 2                                                       | 58                                                      | 58                                                                               |                                                         |
| 7                                                       | 9                                                       | Árpád utca (↓) Kertész utca (↑)                              | 1                                                       | 1                                                       |                                                         |                                                                                  |                                                         |
| 8                                                       | 10                                                      | Arany János utca (↓) Kiránduló utca (↑)                      | 1                                                       | 1                                                       |                                                         |                                                                                  |                                                         |
| ∫                                                       | ∫                                                       | Regényes utca                                                | 0                                                       | 0                                                       |                                                         |                                                                                  |                                                         |
| 9                                                       | 11                                                      | Arany János utcai lakótelep végállomás                       | 0                                                       | 0                                                       |                                                         |                                                                                  |                                                         |